# Unix
Unix [úniks ali júniks] je prenosljiv večopravilni večuporabniški računalniški operacijski sistem. Prvotno ga je razvila skupina v Bellovih laboratorijih (Bell Labs) podjetja AT&T na čelu s Kenom Thompsonom, Dennisom MacAlistairom Ritchiejem in Douglasom McIlroyem.

## Prosti sistemi podobni Unixu
Verjetno najbolj znan prosti operacijski sistem podoben Unixu je Linux, ki se ga ne sme enačiti z Unixom. Njegovo jedro je namreč napisano na novo iz nič in nima nobene zveze z AT&Tjevim Unixom iz 70. let 20. stoletja, zato ni upravičeno do imena Unix.

## Tržna znamka
Sredi osemdesetih let 20. stoletja sta bili glavni veji Unixa BSD, razvit na Univerzi Kalifornije v Berkeleyju, ter System V, razvit v AT&T. Obe različici sta izhajali iz istega skupnega prednika (Unix Version 7), sta se pa v letih ločenega razvoja precej razšli.
Skupina večjih evropskih ponudnikov Unixa (Bull, ICL, Nixdorf, Olivetti in Siemens; kasneje se jim je pridružil še Philips) je leta 1984 ustanovila standardizacijsko telo X/Open, katerega cilj je bila specifikacija odprtega računalniškega sistema, zasnovanega na Unixu. Ustanovitev skupine X/Open je navedla AT&T in vodilnega izdelovalca različice BSD, Sun Microsystems, da sta se leta 1987 odločila za sodelovanje. Rezultat je bil Unix System V Release 4 (SVR4).
Odločitev o sodelovanju je naletela na pohvale s strani uporabnikov in računalniškega tiska, drugi večji ponudniki Unixa (med njimi IBM, DEC in Hewlett-Packard) pa so se zbali, da bo naveza Suna in AT&T-ja ogrozila njihove tržne deleže, zato so leta 1988 osnovali Open Software Foundation (OSF), ki je izdala svojo različico Unixa, OSF/1. Ta se je močneje opiral na BSD. AT&T in Sun Microsystems sta, po drugi strani, razširila svojo koalicijo s podjetji Motorola, Fujitsu, Toshiba, Data General in Unisys in osnovala UNIX International (UI). Tehnična vprašanja so ob silovitem tržnem in medijskem tekmovanju obeh »odprtih« različic Unixa – X/Open je skušal ostati nevtralen – kmalu ostala v ozadju. To obdobje imenujejo vojne Unixov.
Leta 1993 je AT&T prodal oddelek Unix System Labs (USL) skupaj s pravico do rabe tržne znamke Unix ter s sistemom povezanimi patenti podjetju  Novell, ki je tržno znamko Unix prodala skupini X/Open. Ta se je leta 1996 združila z OSF. Nastala družba The Open Group izdaja Single UNIX Specification, ki je edini veljavni standard tržnih Unixov.
Novell pa ob prodaji tržne znamke ni obenem prodal tudi patentnih pravic – te je leta 1994 prodal programski hiši Santa Cruz Operation (SCO). Slednje ne smemo mešati s podjetjem Caldera, ki se je, potem, ko je odkupila oddelke prvotnega SCO, tudi preimenovala v SCO.
Danes je tako Unix tržna znamka konzorcija The Open Group. Ta je z odlokom zapovedala, da se znamka nanaša na razred operacijskih sistemov in ne na konkretno izvedbo operacijskega sistema: vsi sistemi, ki ustrezajo specifikaciji »Single UNIX Specification« so upravičeni do tržnih znamk UNIX® in UNIX98, ko izdelovalec plača konzorciju ustrezno pristojbino. Mednje sodijo AIX, HP-UX, IRIX, Solaris, Tru64, A/UX in deli z/OS. V širšem kontekstu označuje izraz Unix (pogosto pisan tudi UN*X, *NIX ali celo *N?X) številne večuporabniške sisteme, zavezane standardu POSIX, med katere sodijo GNU/Linux, Mac OS X, FreeBSD, NetBSD, OpenBSD in drugi, ki si ne prizadevajo za pravico do rabe naziva Unix.

## Ukazi Unixa
Najosnovnejši ukazi Unixa so:
- ustvarjanje in premikanje po datotekah in imenikih: ls cd pwd mkdir rm rmdir cp
- prikaz, urejanje datotek: touch less more ed vi emacs
- obdelava besedil: echo cat grep sort uniq sed awk tail head cut tr split
- primerjava datotek: comm cmp diff patch
- upravljanje sistema: chmod chown ps find xargs sd w who
- komunikacija: mail telnet ssh ftp finger
- ukazne lupine: sh csh ksh bash

Sledi seznam 60 ukazov iz prvega razdelka (uporabniški ukazi) prve izdaje Unixa:
ar as b bas bcd boot cat chdir check chmod chown cmp cp date db dbppt dc df dsw dtf du ed find for form hup lbppt ld ln ls mail mesg mkdir mkfs mount mv nm od pr rew rkd rkf rkl rm rmdir roff sdate sh stat strip su sum tap tm tty type un wc who write
Sodobnejši in popolnejši spisek vsebuje seznam programov Unixa.
Glej tudi: /dev/null

## IRC
Slovenski kanal Unix na IRCNetu: #Unix-slo